# Ракитки (деревня)
Раки́тки — бывшая деревня и историческая местность на территории поселения Десёновское в Новомосковском административном округе города Москвы вдоль Калужского шоссе, по левую сторону реки Десна. Деревня вошла в состав деревни Десна в XIX веке. На территории местности расположены СНТ Ракитки, кладбище Ракитки, автобусная остановка Ракитки, а также левобережная часть деревни Десна.

## История
В 1629 году пустошь Ракитино, Радкино принадлежала вместе со Станиславскими землями Чудову монастырю. При генеральном межевании в 1767 году, когда эта вотчина перешла во владение Коллегии Экономии, упоминается деревня Ракитки на Калужской дороге. Также деревни Ракитино на овраге того же имени и Тормазово, Ракитки тож входили в состав Архангельской вотчины Скворцовых.
Тормазово располагалось на берегу реки Десны, в районе санатория "Десна". Деревни Ракитино Архангельской вотчины и деревня Ракитки Станиславской вотчины по сути представляли собой один населённый пункт, который был разделён на две вотчины по Калужской дороге.
В конечном счёте Ракитки были переселены на левую сторону реки Десна от одноимённой с рекой деревни. Деревня Десна, на правом берегу реки, была также известна как Мостовая-Десна, или просто Мостовая, а Ракитки были также известны как Мостовая-Ракитки, так как между этими деревнями проходил мост Калужского шоссе над рекой Десной. В XIX веке Ракитки входят в состав Десны.
В начале XXI века в районе изначального расположения д. Ракитки возникают кладбище Ракитки и СНТ Ракитки. С 2012 года в составе города Москвы. На 2020 год рядом с Ракитками строится ЖК Новые Ватутинки Десна. 

## Транспорт
Через историческую территорию Ракиток проходят улицы деревни Десна - Рябиновая, Центральная, Речная, а также Калужское шоссе.
В историческом центре Ракиток расположены автобусные остановки «Десна-2», «Десна - Центральная улица» и «Оздоровительный комплекс Десна». Недалеко от СНТ и кладбища расположена остановка «Ракитки».
Запланировано строительство станции Коммунарской линии метро «Ракитки».